# Санта-Джулетта
Санта-Джулетта (італ. Santa Giuletta) — муніципалітет в Італії, у регіоні Ломбардія, провінція Павія.
Санта-Джулетта розташована на відстані близько 440 км на північний захід від Рима, 50 км на південь від Мілана, 17 км на південь від Павії.
Населення — 1662 особи (2014).
Щорічний фестиваль відбувається 24 листопада. Покровитель — San Colombano.

## Демографія
Населення за роками:

Станом на 1 січня 2023 року в муніципалітеті офіційно проживало 195 іноземців з 22 країн, серед них 63 громадяни країн Євросоюзу та 5 громадян України.

## Сусідні муніципалітети
- Барб'янелло
- Морніко-Лозана
- П'єтра-де'-Джорджі
- Пінароло-По
- Редавалле
- Робекко-Павезе
- Торричелла-Верцате

## Міста-побратими
- Морес, Італія